# Artabotrys jacques-felicis
Artabotrys jacques-felicis är en kirimojaväxtart som beskrevs av François Pellegrin. Artabotrys jacques-felicis ingår i släktet Artabotrys och familjen kirimojaväxter. Inga underarter finns listade i Catalogue of Life.